# Sonatine modale
Pour les articles homonymes, voir Sonatine (homonymie).
La Sonatine modale, op. 155a, est une œuvre pour flûte et clarinette de Charles Koechlin composée en 1935 et 1936.

## Présentation
La Sonatine modale est composée entre décembre 1935 et janvier 1936.
De couleur modale, l'œuvre, qui consiste en une sonatine pour un duo flûte et clarinette, est créée le 11 février 1936 à Paris par MM. Masson et Delécluze, lors d'un concert des Mardis de La Revue musicale (132, boulevard du Montparnasse).
La partition est publiée par Eschig en 1970.

## Structure
La Sonatine modale, d'une durée moyenne d'exécution de six minutes environ, comprend cinq mouvements, :
1. Andante moderato ;
2. Allegro moderato ;
3. Andantino (sans traîner) ;
4. Assez large, expansif ;
5. [Allegro].

Le musicologue Robert Orledge relève que la partition consiste en cinq courts dialogues pour flûte et clarinette traversés d'interrelations motiviques, à l'image de la Sonate pour deux flûtes du compositeur, « mais dans un idiome moins chromatique ».
La pièce porte le numéro d'opus 155a dans le catalogue des œuvres de Charles Koechlin, l'op. 155bis étant l'Idylle pour deux clarinettes (ou violon et alto).

## Discographie
- Charles Koechlin, Maurice Emmanuel : Music for flute, clarinet & piano, Markus Brönnimann (flûte) et Jean-Philippe Vivier (clarinette), Brilliant Classics 9422, 2013.
- Charles Koechlin : Musique de chambre, CD 2, Tatjana Ruhland (flûte) et Dirk Altmann (clarinette), SWR Music SWR19047CD, 2017[6],[7].

### Monographies
- Aude Caillet, Charles Koechlin : L'Art de la liberté, Anglet, Séguier, coll. « Carré Musique », 2001, 214 p. (ISBN 2-84049-255-5).
- Robert Orledge, Charles Koechlin (1867-1950) His Life and Works, Harwood Academic Publishers, 1989, 457 p. (ISBN 3-7186-4898-9).